# Pieter Losecaat
Pieter Losecaat (Asten, 1746 - Leiden, 1825) was een advocaat, schepen van 's-Hertogenbosch en lid van het Departementaal Gerechtshof van Brabant (1802-1811).

## Biografie
Pieter Losecaat was de zoon van Jacobus Losecaat en Geertruyda Hampen. Hij promoveerde in 1794 in de rechten te Leiden en werkte regelmatig voor de heren van het Kasteel Asten, die in meestal Dordrecht verbleven. Toen de Franse legers in 1793 Asten bezetten, werden de verbindingen met Dordrecht verbroken en de bevolking verwelkomde de Fransen in de veronderstelling dat ze vrijgesteld zouden worden van belastingen en betaalden de tienden niet meer. Nadat de Fransen tijdelijk waren teruggetrokken, kwamen ze opnieuw in 1794 onder generaal Pichegru.
Pieter Losecaat verdedigde de belangen van de heer, zonder dat hij ruggespraak kon plegen. Opvallend is dat de Fransen het gezag van de heer beschermden om langs deze weg hun troepen te kunnen bevoorraden. Pas in 1795, toen de Bataafse Republiek was uitgeroepen, begonnen de hervormingen. Er werd, buiten de heren om, een revolutionaire dorpsraad gekozen en, daar Jacobus Losecaat het ambt neerlegde , ook een nieuwe drossaard, waaromtrent de heren pas maanden later in kennis werden gesteld.
Het was de taak van Pieter Losecaat om ervoor te pleiten dat de heren het recht van benoeming weer terugkregen. Dit was echter tevergeefs. De verhouding tussen heren en het dorpsbestuur verslechterde en, wegens de armoede en een epidemie van rode loop, besloot het bestuur om de belasting te verlagen. De heren van Asten waren niet gelukkig met dat overijlde en overdreven Patriottisme van die Bataavse Brabanders, welke schijnen de Regten van den mensch uit het oog te verliezen. Door rechtszaken trachtten ze het dorpsbestuur af te leiden van nieuwe vindingen ter ondermijning van onse verdere regten en eigendommen.

### Gezin
Pieter Losecaat is tweemaal getrouwd.
- in 1772 met Antonetta van Esveld. Hieruit kwamen vier kinderen voort.
- in 1801 met Wilhelmina Johanna Eckringa van Sprangh. Daardoor werd hij kasteelheer van Geldrop. Het huwelijk bleef echter kinderloos. De heerlijkheid Geldrop werd na Wilhelmina's dood geërfd door Sara Hoevenaar, haar nicht.

- Biografisch Portaal: 21562983
- International Standard Name Identifier: 0000 0003 8822 5994
- Nederlandse Thesaurus van Auteursnamen: 31514467X
- Virtual International Authority File: 281385704
- WorldCat: E39PBJbCPVFJDjKY9HFt48jgrq